# Ulrich Chomche
Ulrich Kamka Chomche (Bafang; 30 de diciembre de 2005) es un baloncestista camerunés que pertenece a la plantilla de los Toronto Raptors de la NBA, con un contrato dual que le permite además jugar con su filial en la G League, los Raptors 905. Con 2,11 metros de estatura, juega en la posición de pívot.

## Trayectoria deportiva

### Primeros años
Chomche nació en Bafang, en la región occidental de Camerún, y empezó a jugar al baloncesto a los 11 años debido a la presión de sus compañeros porque era el niño más alto de su barrio. Un año después, se unió a la NBA Academy Africa en Saly, Senegal y comenzó a estudiar inglés. Jugó en el campamento de Baloncesto Sin Fronteras 2022 en El Cairo y fue nombrado MVP defensivo entre los chicos del campamento.

### Profesional
En 2022, debutó en la Basketball Africa League (BAL) a los 16 años, jugando para el club camerunés FAP en el marco del programa BAL Elevate. Este programa asignaba jugadores de la NBA Academy Africa a equipos profesionales. Promedió 2,1 puntos y 3,7 rebotes en 11,3 minutos por partido, y contribuyó a conseguir el cuarto puesto de la clasificación para su equipo.
Al año siguiente, en 2023, Chomche fue seleccionado por el equipo ruandés REG para jugar en su segunda temporada consecutiva en la BAL. Durante el torneo, recibió elogios del exjugador de la NBA Joakim Noah.
En marzo de 2024, Chomche fue seleccionado por el club ruandés APR para la temporada 2024 de la BAL. Finalmente, quedó fuera de la lista para prepararse para el draft de la NBA.
El 15 de abril de 2024 se declaró elegible para el Draft de la NBA. Se convirtió en el jugador más joven en formar parte de la lista de salida. El 27 de junio fue elegido en la quincuagésimo séptima posicicón por los Memphis Grizzlies, pero esa misma noche fue traspasado a Toronto Raptors. Se convirtió en el primer prospecto de la NBA Academy Africa en ser seleccionado, así como el primer jugador en ser seleccionado directamente de cualquier Academia de la NBA. También es el primer exjugador de la Basketball Africa League en ser seleccionado. El 10 de julio firmó un contrato dual con los Raptors.

## Estadísticas de su carrera en la NBA

### Temporada regular
| Año     | Equipo  | PJ | PT | MPP | %TC  | %3P | %TL  | RPP | APP | ROB | TPP | PPP |
| ------- | ------- | -- | -- | --- | ---- | --- | ---- | --- | --- | --- | --- | --- |
| 2024-25 | Toronto | 7  | 0  | 4.6 | .400 | –   | .500 | 1.1 | .3  | .0  | .1  | .7  |
| Total   | Total   | 7  | 0  | 4.6 | .400 | –   | .500 | 1.1 | .3  | .0  | .1  | .7  |